# José Bautista Chícheri
José Bautista Chícheri fue un político español de la etapa de la Restauraciuón. Miembro del Partido Liberal y del Ateneo de Madrid, hombre de confianza de Práxedes Mateo Sagasta. En las elecciones generales de 1886 fue elegido diputado por el distrito de Caguas (Puerto Rico). Después se estableció en la Comunidad Valenciana, donde consiguió ser elegido diputado por el distrito electoral de Pego, provincia de Alicante, en las elecciones generales de 1893 y 1898.